# Dracophyllum viride
Dracophyllum viride är en ljungväxtart som beskrevs av Walter Reginald Brook Oliver. Dracophyllum viride ingår i släktet Dracophyllum och familjen ljungväxter. Inga underarter finns listade i Catalogue of Life.